# Träskholms grunden
Träskholms grunden är öar i Åland (Finland). De ligger i Skärgårdshavet och i kommunen Vårdö i landskapet Åland, i den sydvästra delen av landet. Öarna ligger omkring 38 kilometer nordöst om Mariehamn och omkring 250 kilometer väster om Helsingfors.
I Träskholms grunden ingår i huvudsak: 
- Norra skäret
- Södra skäret
- Rönnskäret